# Zero 7

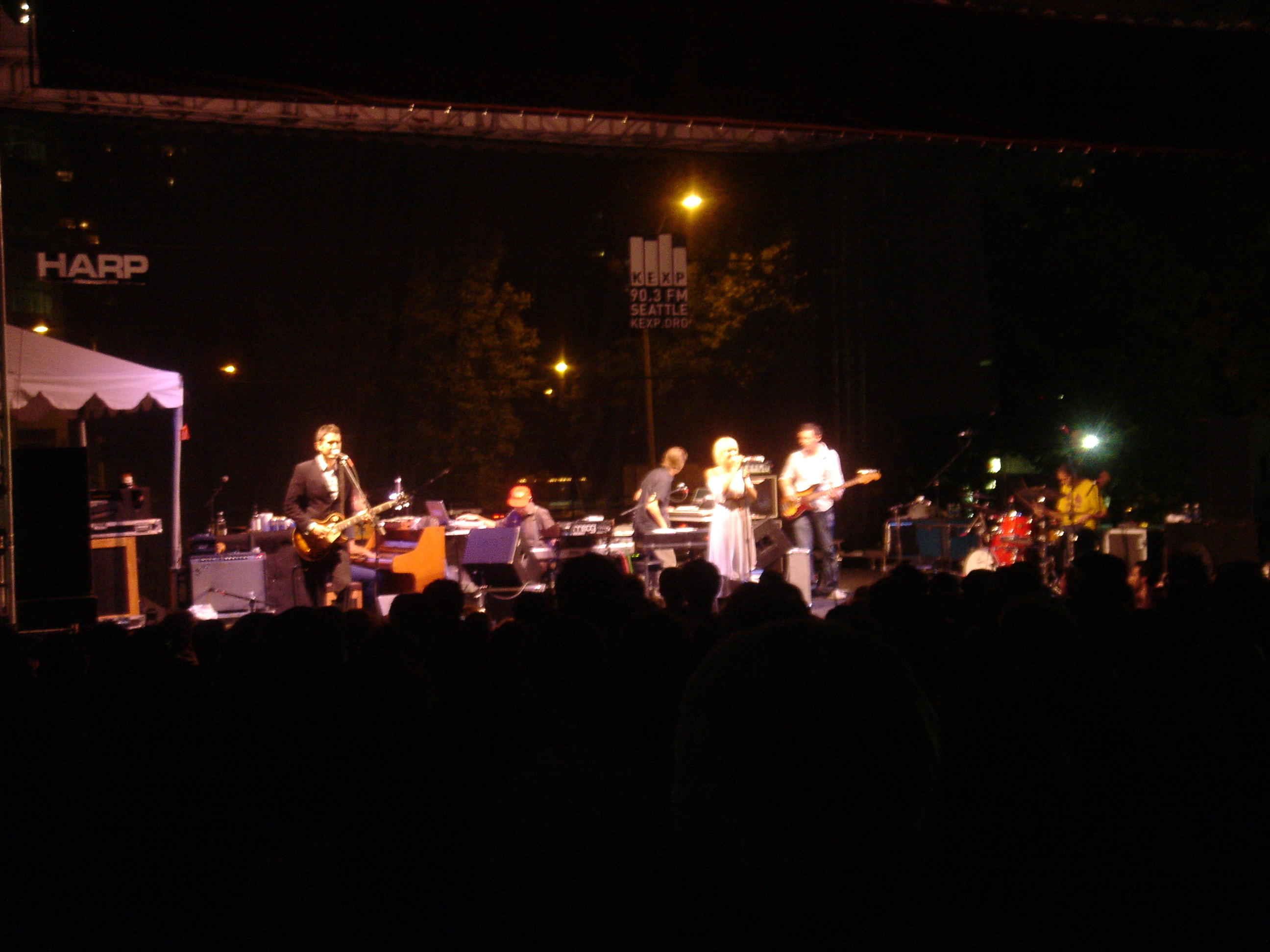
Zero 7 in 2006

Zero 7 is een Britse band in het downtempo genre. De twee vaste leden Henry Binns en Sam Hardaker staan in voor de instrumentale muziek, voor de zangpartij doen ze vooral een beroep op buitenstaanders, zoals Mozez, Sia Furler, Tina Dico, Sophie Barker en José Gonzalez.

## De groep
De producers Henry Binns en Sam Hardaker begonnen hun muzikale carrière in de muziekindustrie als teaboy in een Londense opnamestudio. Niet veel later kregen ze te maken met het echte werk. Ze werkten samen met de Pet Shop Boys en Robert Plant. Het grootste deel van de jaren 90 schaafden ze hun producervaardigheden achter de schermen bij.
Geleidelijk aan begon het duo hun eigen ideeën te integreren in hun muziek. Ze begonnen met het remixen van enkele nummers zoals Radioheads "Climbing Up the Walls" en "Love theme from Spartacus" van Terry Callier. In 1999 bracht Zero 7 hun eerste lp uit getiteld "EP1". Hun debuutalbum dat medio 2000 uitkwam, kreeg de naam Simple Things. De stijl van dit album is te omschrijven als lay-back loungemuziek, acid jazz en funk. Voor dit album werd beroep gedaan op drie zanger(e)s(sen); Mozez, Sia Furler en Sophie Barker. In het Verenigd Koninkrijk haalde dit album de 28e plaats in de hitparade. Het tweede album, When it Falls genaamd, verscheen in maart 2004. Voor deze plaat verleende zowel Tina Dico als de drie eerder genoemde vocalisten hun stem. Deze keer haalden ze de derde plaats in de Britse hitlijsten.
In de lente van 2006 verscheen het derde album van Zero 7: The Garden, met medewerking van opnieuw Sia Furler en José Gonzalez. Voor het eerst zingt ook Henry Binns op een cd van Zero 7.
Het meest recente album van Zero 7 is Yeah Ghost uit 2009. Dit album heeft qua stijl veel weg van het vorige album maar heeft een iets meer vrolijke ondertoon. Sia Furler heeft deze keer geen nummers ingezongen, in haar plaats hebben Binns en Hardaker de hulp ingeroepen van jazz/soul artieste Eska Mtungwazi, folk artiest Martha Tilston en Rowdy Superstar. Ook is Binns zelf wederom te horen op het album.

## Discografie

### Ep's
- EP 1 - (24 januari, 2000)
- EP 2 - (maart, 2001)

### Albums
- Simple Things - (juni, 2001) Nr. 28 VK

TrackList
I Have Seen
Polaris
Destiny
Give It Away
Simple Things
Red Dust
Distractions
In The Waiting Line
Out Of Town
This World
Likufanele
- Another Late Night: Zero 7 - dj-mixalbum (februari, 2002)
- Simple Things Remixes - (januari, 2003)
- When It Falls - (maart, 2004) Nr.3 VK

Tracklist
Warm Sound
Home
Somersault
Over Our Heads
Passing By
When It Falls
The Space Between
Look Up
In Time
Speed Dial No. 2
Morning Song
- The Garden - (mei, 2006)

Tracklist
Futures
Throw It All Away
Seeing Things
The Pageant Of The Bizarre
You're My Flame
Left Behind
Today
This Fine Social Scene
Your Place
If I Can't Have You
Crosses
Waiting To Die
- Yeah Ghost - (september, 2009)

Tracklist
Count Me Out
Mr McGee
Swing
Everything Up (Zizou)
Pop Art Blue
Medicine Man
Ghost sYMbOL
Sleeper
Solastalgia
The Road
All Of Us

### Singles
- "I Have Seen" - (juni, 2001)
- "Destiny" - (september, 2001) Nr.30 VK
- "In the Waiting Line" - (november, 2001) Nr.47 VK
- "Distractions" - (maart, 2002) Nr.45 VK
- "I Have Seen" (opnieuw uitgebracht) - (januari, 2002)
- "Home" - (februari, 2004)
- "Somersault" - (juni 2004) Nr.56 VK
- "Futures" - (maart, 2006)
- "Throw It All Away" - (mei, 2006)

### Soundtracks en Compilaties
- "In the Waiting Line" - Garden State
- "Destiny" - Blue Crush
- "Truth and Rights" - Another Late Night
- "Destiny (Hefner's Destiny's Chill)" - The Chillout Project
- "Give It Away" - CSI: Crime Scene Investigation

### Remix
- Distractions (Bugz in the Attic Remix)
- Distractions (DJ Spinna Remix)
- Distractions (Version Idjut)
- Distractions (Madlib's YNQ Remix)
- Distractions (Block 16 Remix)
- Destiny (Photek Remix)
- Destiny (Hefner's Destiny's Chill)
- Destiny (Simian Remix)
- Destiny (Acoustic Mix)
- End Theme (Roni Size's Tear It Up Remix)
- End Theme (Roni Size's Tear It Down Remix)
- End Theme (Herbert's Unrealised Remix)
- In the Waiting Line (Aquanote's Naked Adaptation)
- In the Waiting Line (Diaspora Mix, Osunlade Instrumental)
- In the Waiting Line (Slide Remix)
- In the Waiting Line (Dorfmeister Con Madrid De Los Austrias Dub)
- In the Waiting Line (Koop Remix)
- Home (Stereolab Remix)
- Home (Ben Watt Remix)
- Somersault (Yam Who? Mix)
- Somersault (Danger Mouse Remix)